# Masataka Imai
Masataka Imai (今井 雅隆 Imai Masataka?), född 2 april 1959, är en japansk tidigare fotbollsspelare och tränare.
I januari 1989 blev han uttagen i Japans herrlandslag i futsal till Världsmästerskapet i futsal 1989.
Masataka Imai var tränare för det Filippinernas herrlandslag i fotboll 2001 och Macaos herrlandslag i fotboll 2003-2004.